# Elena Garcia Gerlach
Elena Garcia Gerlach (* 21. November 1985 in Frankfurt am Main) ist eine deutsche Schauspielerin spanischer Abstammung. Bekannt wurde sie durch ihre Rolle der Elena Gundlach, geb. Castillo in der RTL-Seifenoper Gute Zeiten, schlechte Zeiten, die sie von 2013 bis 2017 verkörpert hat. Sie wirkte außerdem 2010 im Musikvideo zu Verstrahlt von Marteria mit.

## Leben
Die gebürtige Frankfurterin mit spanischen Wurzeln machte eine Ausbildung zur Schauspielerin an der Berliner Schule für Schauspiel und spricht neben ihrer Muttersprache Deutsch auch Spanisch, Englisch und Französisch.
2001 trat Gerlach bei der Aufführung des Theaterstücks Edward II im Staatstheater Darmstadt erstmals in Erscheinung. In den folgenden Jahren sammelte Gerlach durch weitere Engagements auf der Bühne wie in Das Dschungelbuch, Es möchte der Hollunder sterben und THEATERMASCHINE zusätzliche Erfahrungen in der Schauspielerei. Ab 2008 war sie in einer Reihe von Kurzfilmproduktionen zu sehen. Wenig später folgte eine Hauptrolle in dem Kinostreifen Der kaputte Krieger (2012).
Neben der Schauspielerei spielt sie Klavier, Blockflöte und singt. Seit Mai 2019 ist sie Mutter einer Tochter. 

## Filmografie
- 2007: Naissance d’un objet (Kurzfilm)
- 2008: Verschenkt (Kurzfilm)
- 2009: Kramer gegen Kramer (Kurzfilm)
- 2009: One (Imagefilm)
- 2009: Das Maß der Dinge (Kurzfilm)
- 2010: Freakz (Musikvideo)
- 2010: Verstrahlt (Musikvideo für Marteria)
- 2011: El Aguacate (Diplomfilm)
- 2011: SHELBY (Kurzfilm)
- 2012: Der kaputte Krieger (Kinofilm)
- 2013: Gesichter (Kurzfilm)
- 2013–2017: Gute Zeiten, schlechte Zeiten (Fernsehserie)